# Zelotibia major
Zelotibia major es una especie de araña araneomorfa del género Zelotibia, familia Gnaphosidae. Fue descrita científicamente por Russell-Smith & Murphy en 2005.
Habita en Burundi. La hembra descrita por Nzigidahera y Jocqué en 2009 mide 6,40 mm.